# 문화기행 세계의 유산
《문화기행 세계의 유산》은 2011년 6월 4일부터 2012년 4월 28일까지 한국방송공사에서 방송되었던 세계문화 역사탐험 프로그램이다.

## 기획 의도
유네스코 세계문화유산으로 지정된 문화유산을 직접 밀착 취재 · 탐사하는 다큐멘터리 텔레비전 프로그램으로 자연과 인류가 남긴 유산과 현재 인류의 삶을 비교하여 조명하는 세계문화 역사탐험 프로그램이다.

## 방송 시간
본 방송 시간은 문화탐험 세계의 유산 방송 시간을 기준으로 한다.
| 방송 채널 | 방송 기간                          | 방송 시간                                |
| --------- | ---------------------------------- | ---------------------------------------- |
| KBS 2TV   | 2011년 6월 4일 ~ 2011년 11월 5일   | 매주 토요일 오전 11:05 ~ 11:35 (30분)    |
| KBS 2TV   | 2012년 3월 3일 ~ 2012년 4월 28일   | 매주 토요일 오전 7:40 ~ 8:10 (30분)      |
| KBS 1TV   | 2011년 11월 12일 ~ 2012년 2월 25일 | 매주 토요일 오전 11:30 ~ 낮 12:00 (30분) |

## 방송 회차

### 2011년
| 회차 | 방송일    | 제목 (원제)                                       |
| ---- | --------- | ------------------------------------------------- |
| 1    | 6월 4일   | 잃어버린 도시, 페트라                             |
| 2    | 6월 11일  | 잉카, 그 신비의 제국                              |
| 3    | 6월 18일  | 자연과 인간의 걸작, 카파도키아                    |
| 4    | 6월 25일  | 바위속의 성지, 랄리벨라                           |
| 5    | 7월 2일   | 사막의 고대도시, 팔미라와 보스라                  |
| 6    | 7월 9일   | 실크로드의 꽃, 시안                               |
| 7    | 7월 16일  | 시간이 멈춘 도시 나폴리 & 폼페이                  |
| 8    | 7월 23일  | 신들의 땅, 비블로스와 바알베크                    |
| 9    | 7월 30일  | 정글속의 마야제국, 티칼 & 코판                    |
| 10   | 8월 6일   | 신의 도시, 앙코르                                 |
| 11   | 8월 13일  | 세계최초의 국립공원, 옐로스톤                     |
| 12   | 8월 20일  | 카리브 최강의 요새도시, 아바나                    |
| 13   | 8월 27일  | 르네상스의 탄생, 피렌체 & 시에나                  |
| 14   | 9월 10일  | 인류의 발원지, 오모강 & 티야                      |
| 15   | 9월 17일  | 인류 문명의 요람, 아테네 & 메테오라               |
| 16   | 9월 24일  | 성도, 예루살렘                                    |
| 17   | 10월 1일  | 아메리카 고대제국, 아즈텍                         |
| 18   | 10월 8일  | 비극의 도시, 크라쿠프 & 아우슈비츠                |
| 19   | 10월 15일 | 문화의 용광로 이스탄불 & 파묵칼레                 |
| 20   | 10월 22일 | 인디언의 땅, 그랜드 케니언 & 타우스               |
| 21   | 10월 29일 | 최후의 항쟁지, 마사다 & 아크레                    |
| 22   | 11월 5일  | 실크로드의 오아시스, 둔황 & 투루판                |
| 23   | 11월 12일 | 마야 문명의 수수께끼, 팔렌케 & 치첸이트사         |
| 24   | 11월 19일 | 청 나일의 중세도시, 곤다르 & 구무즈               |
| 25   | 11월 26일 | 아드리아 해의 걸작, 베네치아 & 피첸차             |
| 26   | 12월 3일  | 대자연의 신비, 요세미티 & 메사베르데              |
| 27   | 12월 10일 | 시간이 멈춘 중세도시, 프라하 & 반스카슈티아브니차 |
| 28   | 12월 17일 | 거대 제국의 수도, 로마                            |
| 29   | 12월 24일 | 예루살렘의 성자, 예수 그리스도                    |

### 2012년
| 회차 | 방송일   | 제목 (원제)                                             |
| ---- | -------- | ------------------------------------------------------- |
| 30   | 1월 7일  | 미국의 독립, 자유의 여신상 & 독립기념관                 |
| 31   | 1월 14일 | 신비의 주거지, 친퀘테레 & 알베로벨리                    |
| 32   | 1월 21일 | 일본 불교 문화의 중심, 나라 & 교토                      |
| 33   | 1월 28일 | 찬란한 문화 예술의 도시, 파리                           |
| 34   | 2월 4일  | 순례자의 땅, 캔터베리 & 스톤헨지                        |
| 35   | 2월 11일 | 불멸의 사원, 보로부드르 & 프람바난                      |
| 36   | 2월 18일 | 거대한 자연 나이아가라 & 에버글레이즈                   |
| 37   | 2월 25일 | 프랑스의 자존심 루브르 & 베르사유                       |
| 38   | 3월 3일  | 여왕의 도시 런던                                        |
| 39   | 3월 10일 | 불가사의한 신의 정원, 할롱베이                          |
| 40   | 3월 17일 | 사라진 왕국 참파 & 후에                                 |
| 41   | 3월 24일 | 가우디가 창조한 도시, 바르셀로나                        |
| 42   | 3월 31일 | 북유럽의 지지 않은 태양, '수오멘린나 & 라우마' - 핀란드 |
| 43   | 4월 7일  | 세계 최대 궁전, 자금성(쯔진청)                          |
| 44   | 4월 14일 | 최대의 인공정원, 이화원 & 청더피서산장                  |
| 45   | 4월 21일 | 장구한 시간의 유산, 미국의 국립공원                     |
| 46   | 4월 28일 | 황금빛의 위대한 미소, 수코타이 & 아유타야               |